# Saint-Ambroix (Cher)
Saint-Ambroix è un comune francese di 407 abitanti situato nel dipartimento del Cher, nella regione del Centro-Valle della Loira.

## Società

### Evoluzione demografica
Abitanti censiti